# Амблар
Амбла̀р (на италиански: Amblar) е село в Северна Италия, в община Амблар-Дон,автономна провинция Тренто, автономен регион Трентино-Южен Тирол. Разположено е на 980 m надморска височина. Населението на общината е 249 души (към 2015 г.).